# Francesco Giovani
Francesco Giovani encore nommé Francesco Juveni, Juvanis ou Juvants,  né à Rome en 1611 - mort à Rome en 1669 est un peintre et graveur italien.

## Biographie
Apprenti dans l'atelier d'Andrea Sacchi, il a travaillé ensuite avec Pier Francesco Mola, peut-être jusqu'à la mort de ce dernier en 1666. 

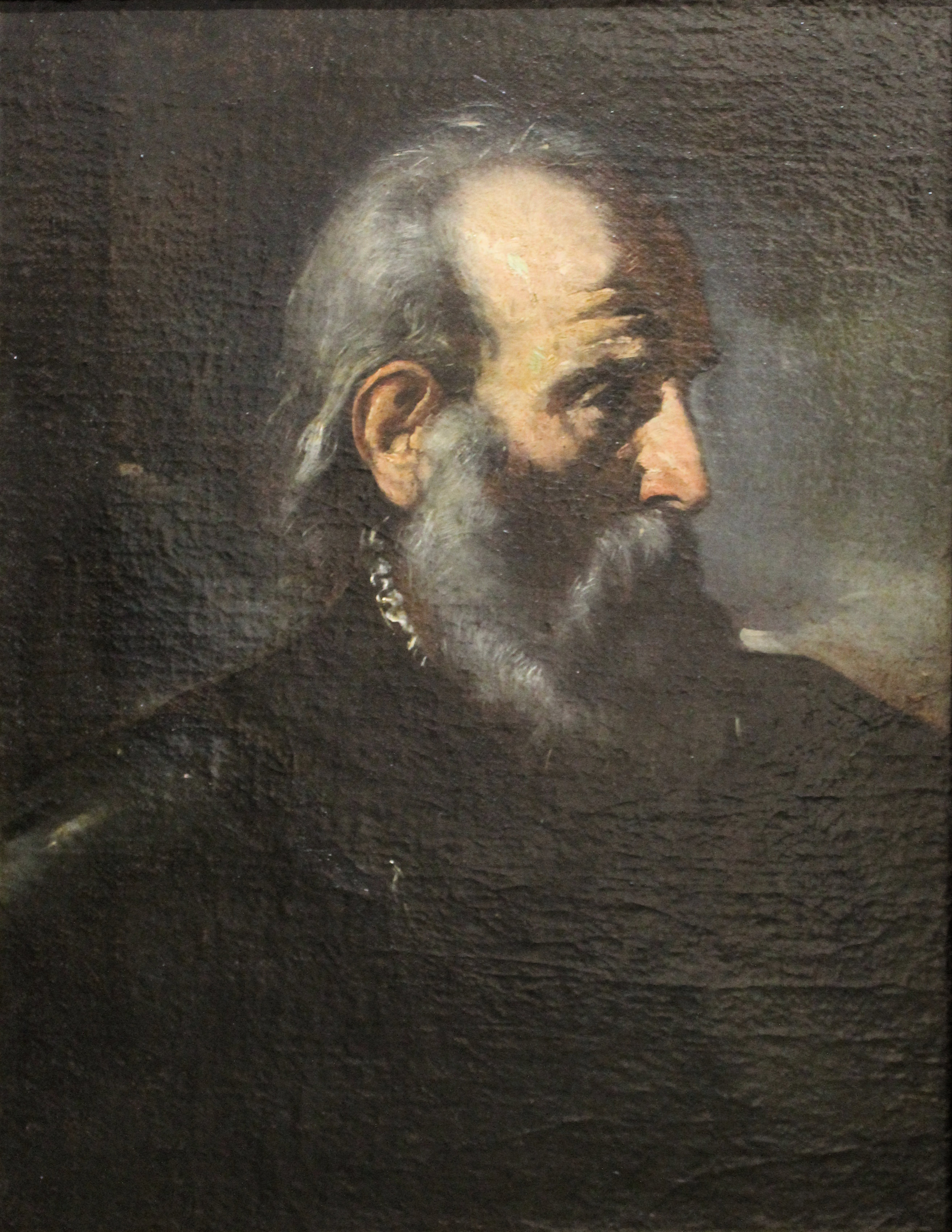
Buste de guerrier cuirassé

Giovani s'est approprié la manière de peindre de Mola, et certaines de ses œuvres sont encore attribuées à Mola. Il a également travaillé comme graveur et produit des plaques d'après Carlo Maratti, comme l'Adoration des bergers de 1660.

## Œuvres
- Le Christ et la Samaritaine au puits
- Saturne endormie conservé au British Museum
- Une série de têtes de vieillards barbus, Galleria Pallavicini, Galleria Doria-Pamphilj, Accademia di San Luca de Rome, Musée des Beaux-Arts de Nantes, Art Institute of Chicago.
- Retable du Baptême du Christ dans l'église de Santa Maria del Carmine à Ascoli.
- Buste de guerrier cuirassé, huile sur toile, 61 × 48 cm, Musée de Picardie, Amiens.